# 法布里西奥·多斯·桑托斯·梅西亚斯
法布里西奥·多斯·桑托斯·梅西亚斯（Fabrício dos Santos Messias，1990年3月28日—），简称法布里西奥（Fabrício），是一名巴西职业足球运动员，司职中场，现在效力于日本甲組職業足球聯賽球队鹿島鹿角。

## 俱乐部生涯
法布里西奥在科林蒂安开始职业足球生涯，他先后被租借卡皮瓦尼亚尼奥、伊图阿诺和尤文图德锻炼。2011年，他转会加盟博塔弗戈。 7月份，法布里西奥转会至葡萄牙足球甲级联赛球队樸迪莫倫斯。 他在8月21日波蒂蒙尼斯客场2比0击败莫雷倫斯的联赛中第一次代表樸迪莫倫斯出场。他在葡萄牙盃第二轮樸迪莫倫斯3比0击败低级别球队索伦斯中打进加盟球队的首个也是唯一一个进球。2012年1月， 法布里西奥租借加盟中国足球超级联赛球队杭州绿城一年。